# Майнское городское поселение
Майнское городско́е поселе́ние — муниципальное образование в Майнском районе Ульяновской области Российской Федерации.
Административный центр — пгт Майна.

## Население
| 2010  | 2012  | 2013  | 2014  | 2015  | 2016  | 2017  |
| ----- | ----- | ----- | ----- | ----- | ----- | ----- |
| 9602  | ↘9450 | ↘9356 | ↘9199 | ↘9026 | ↘8790 | ↘8573 |
| 2018  | 2019  | 2020  | 2021  |       |       |       |
| ↘8443 | ↘8226 | ↘8033 | ↗8507 |       |       |       |

## Состав городского поселения
| №  | Населённый пункт      | Тип населённого пункта      | Население |
| -- | --------------------- | --------------------------- | --------- |
| 1  | Абрамовка             | село                        | 527       |
| 2  | Аксаково              | село                        | 45        |
| 3  | Березовка             | село                        | 399       |
| 4  | Большое Жеребятниково | село                        | 284       |
| 5  | Вязовка               | село                        | 356       |
| 6  | Кадыковка             | село                        | 66        |
| 7  | Карцовка              | деревня                     | 96        |
| 8  | Комаровка             | село                        | 81        |
| 9  | Майна                 | пгт, административный центр | ↗6666     |
| 10 | Репьёвка Колхозная    | село                        | 613       |
| 11 | Тамбы                 | деревня                     | 26        |

## Местное самоуправление
Глава муниципального образования "Майнское городское поселение" — Дёмина Лариса Николаевна.